# Wapiti

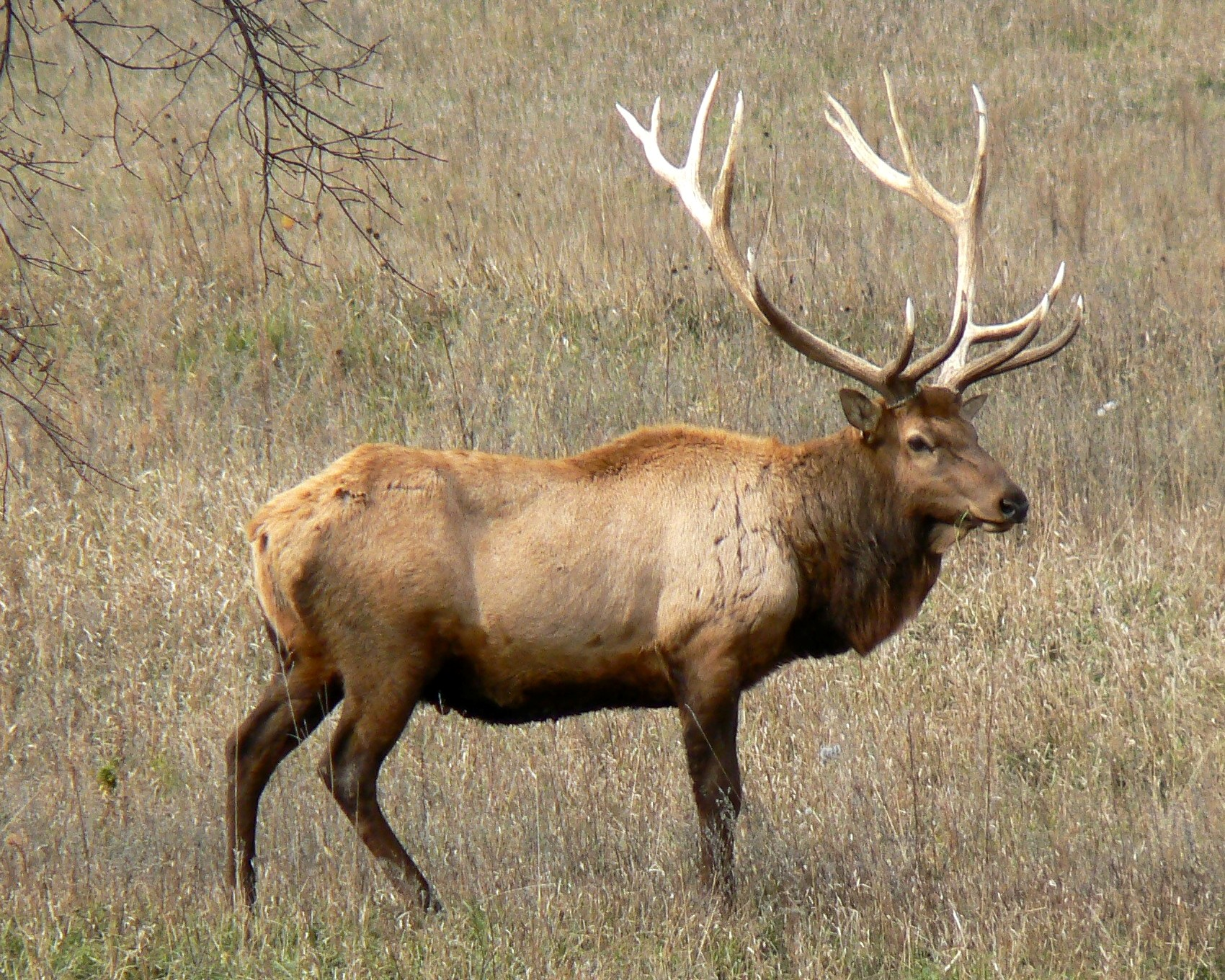
Wapiti

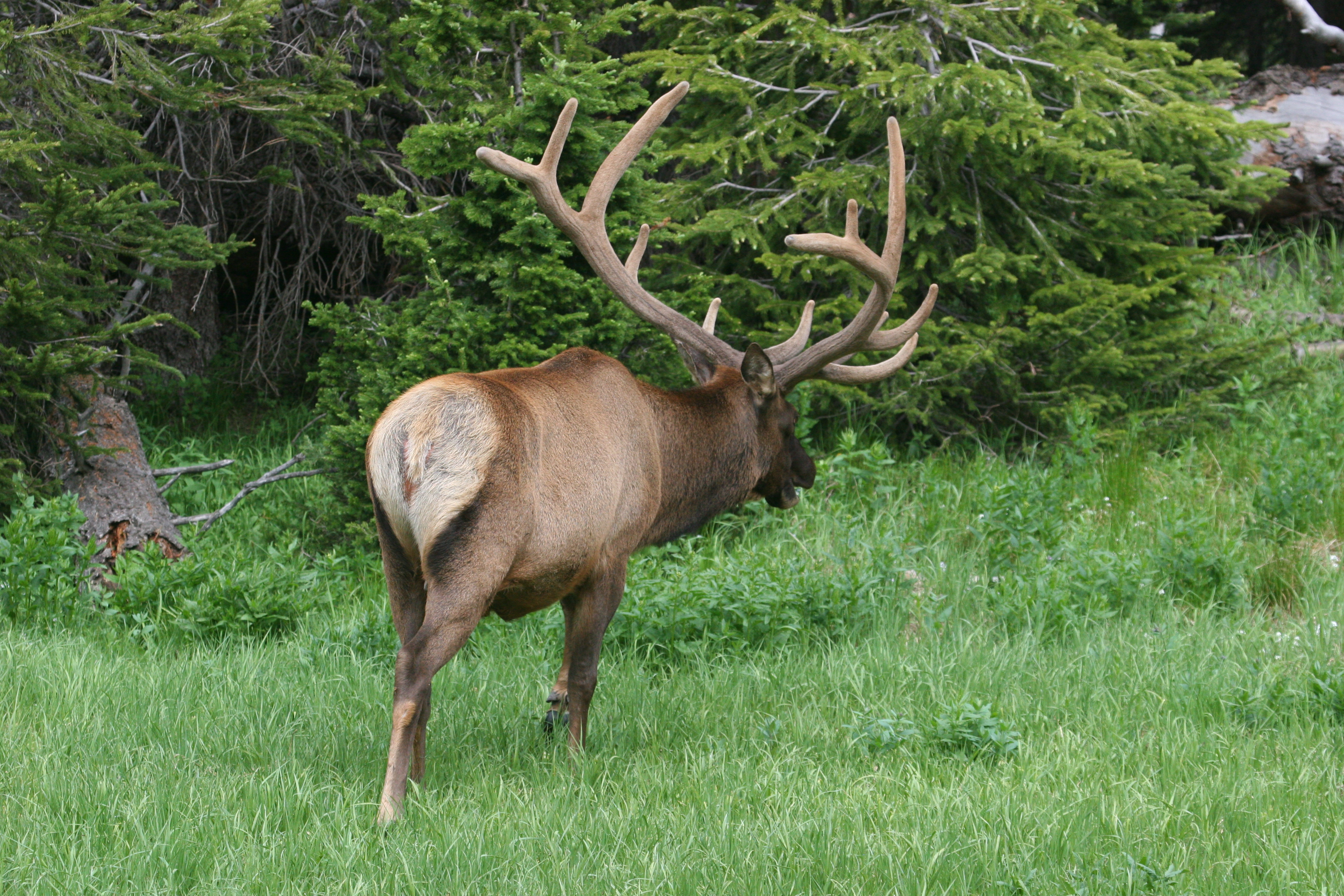
Witte achterzijde

De wapiti (Cervus canadensis) is een soort uit de familie der hertachtigen (Cervidae). Wapiti's komen voor in delen van Noord-Amerika en Azië. Deze soort werd vroeger als een ondersoort van het in Europa voorkomende edelhert (Cervus elaphus) beschouwd. De wapiti is doorgaans een flink stuk groter dan het edelhert. Een volwassen wapiti heeft een ongeveer dertig centimeter hogere schoft en is ongeveer honderd kilogram zwaarder dan een edelhert. Hij is op de eland (Alces alces) na de grootste hertensoort.

## Naam
De naam wapiti betekent 'witte achterzijde' en is afkomstig van de Shawnee-indianen. In het Noord-Amerikaans-Engels wordt de wapiti ook elk genoemd. In het Brits-Engels wordt met elk echter de eland aangeduid, die op zijn beurt in Noord-Amerika moose heet.
De Aziatische ondersoorten zijn ook onder de Russische naam maral bekend.

## Ondersoorten
In Noord-Amerika worden zes ondersoorten onderscheiden en in Azië worden twee ondersoorten erkend. Twee ondersoorten in Noord-Amerika zijn uitgestorven.
- Amerikaanse en noordelijke groep:
  - Roosevelt-wapiti (Cervus canadensis roosevelti Erxleben, 1777) - Komt voor in het noorden van de Amerikaanse staat Californië, het westen van de staten Oregon en Washington en het aangrenzende deel van de Canadese provincie British Columbia.
  - Tule-wapiti (Cervus canadensis nannodes Merriam, 1905) - Komt voor in het centrale deel van de Amerikaanse staat Californië.
  - Rocky Mountain-wapiti (Cervus canadensis nelsoni Erxleben, 1777) - Komt voor in de Rocky Mountains van zowel Canada als de Verenigde Staten.
  - Manitoba-wapiti (Cervus canadensis manitobensis Erxleben, 1777) - Komt voor in de Canadese provincie Manitoba en Saskatchewan, zuidwaarts tot aan South Dakota in de Verenigde Staten.
  - Siberische wapiti of Siberische maral (Cervus canadensis sibiricus Severtsov, 1872) - Komt voor in de Cisbaikalregio, de Westelijke Sajan en het Altajgebergte.
  - Tiensjan-wapiti of Tiensjan-maral (Cervus canadensis songaricus Severtsov, 1873) - Komt voor in de Tian Shan in het oosten van Kirgizië, het noordoosten van Kazachstan en het noord-centrale deel van de Chinese provincie Xinjiang.[2]
  - † Merriam-wapiti (Cervus canadensis merriami Erxleben, 1777) - Kwam voor in het zuidwesten van de Verenigde Staten.
  - † Oostelijke wapiti (Cervus canadensis canadensis Erxleben, 1777) - Kwam voor in het noorden en oosten van de Verenigde Staten en het zuidoosten van Canada.
- Oostelijke groep:
  - Oessoerihert (Cervus canadensis xanthopygus Erxleben, 1777) - Komt voor in Transbaikalië, het Russische Verre Oosten en het noorden van Mantsjoerije.[3]
  - Alasjan-wapiti (Cervus canadensis alashanicus Bobrinskii & Flerov, 1935) - Komt voor in het Helangebergte.
- Zuidelijke groep:
  - Sichuanwapiti (Cervus canadensis macneilli Lydekker, 1909) - Komt voor in Qinghai en het naastgelegen deel van Tibet.
  - (Cervus canadensis kansuensis Pocock, 1912) - Komt voor in de Chinese provincie Gansu.
  - Tibethert (Cervus canadensis wallichi Cuvier, 1823) - Komt voor in het noorden van Bhutan en het zuiden van Tibet.